# Antizyklische Finanzpolitik
Als antizyklische Finanzpolitik (auch antizyklische Fiskalpolitik) bezeichnet man den konjunkturpolitischen Versuch, durch Gestaltung der staatlichen Einnahmen und Ausgaben auf eine Verstetigung des Konjunkturzyklus hinzuarbeiten. In einer Rezession müssen dazu Steuern und Abgaben gesenkt oder die Ausgaben für Subventionen (z. B. Investitionszuschüsse) oder staatliche Käufe erhöht werden. Dies soll nach John Maynard Keynes mit Hilfe von Rücklagen oder im Neokeynesianismus durch Deficit spending geschehen. Damit soll einem Nachfragemangel begegnet werden. Umgekehrt müssen in Boomphasen für Rücklagen Steuern erhöht und Ausgaben gesenkt werden (Surplus Saving), um damit die Ausgaben einer solchen Finanzpolitik zu finanzieren.
Wirtschaftstheoretische Grundlage der antizyklischen Finanzpolitik bildet der klassische Keynesianismus. Keynes sah Märkte als in sich instabil an. Daher kommt für den Staat die Aufgabe zu, den Markt zu stabilisieren. Anhängern zufolge erwies sich dieses Konzept bei der Bekämpfung der Weltwirtschaftskrise in den USA als erfolgreich. Die Weltwirtschaftskrise der 1930er Jahre beruht jedoch auf dem Zusammenwirken mehrerer Faktoren, sodass Wirtschaftshistoriker unterschiedliche Ansichten über die Wirksamkeit der antizyklischen Finanzpolitik vertreten.
Der Neoliberalismus griff die ursprüngliche Idee von Keynes auf und sieht solche Eingriffe zum Ausgleich von Konjunkturschwankungen nur dann als gerechtfertigt und notwendig an, wenn diese durch Rücklagen gedeckt sind, also nicht mit einer Neuverschuldung einhergehen. Dabei werden Konjunkturprogramme über Subventionen als Strohfeuer verstanden, die langfristig mehr schaden als nutzen würden. Subventionen verzerrten nach neoliberaler Auffassung durch Einseitigkeit den Wettbewerb, verhinderten so Innovation und Strukturwandel und seien deshalb abzubauen.
Andere ökonomische Denkschulen wie der Monetarismus oder der Neukeynesianismus sehen in der Geldpolitik ein zusätzliches oder sogar alleiniges Mittel der Konjunktursteuerung neben bzw. anstelle der Fiskalpolitik. 

## Deutschland
In Deutschland fand dies seinen Niederschlag im Stabilitäts- und Wachstumsgesetz, das der Politik Instrumente für eine antizyklische Politik an die Hand gab. So sollte in Boomphasen eine Konjunkturausgleichsrücklage im Staatshaushalt gebildet werden, die in Rezessionsphasen wieder aufgelöst wird. Ein Konjunkturzuschlag zur Einkommensteuer sollte im Boom die Nachfrage dämpfen. Ferner sah das Gesetz Investitionszuschüsse vor.
Allerdings geriet diese Politik in den 1970er-Jahren in Misskredit, weil in diesem Jahrzehnt trotz antizyklischer Politik das Wirtschaftswachstum nachließ und die Arbeitslosigkeit anstieg. Wichtigste Kritikpunkte waren
- das Fehlen von „Schubladenprogrammen“ und damit verbunden die Wirkungsverzögerungen der Politik, die im schlimmsten Fall genau zur falschen Zeit wirkte;
- der mangelnde Wille der Politiker, einmal gewährte Vergünstigungen im nächsten Aufschwung auch wieder zu streichen,
- die Vernachlässigung negativer Wirkungen der durch eine falsch konzipierte antizyklische Politik steigenden Staatsverschuldung.

Zu Beginn der achtziger Jahre verschwand die antizyklische Politik aus dem wirtschaftspolitischen Instrumentenkasten. Allerdings sollten nach dem vorherrschenden wirtschaftstheoretischen Verständnis automatische Stabilisatoren für einen gewissen Ausgleich konjunktureller Schwankungen beitragen. Spätestens im Zuge der Finanzkrise ab 2007 kam es aber zu einer weltweiten Wiedergeburt der antizyklischen Finanzpolitik, als in der Folge mit Steuersenkungen und Erhöhungen der Staatsausgaben die wirtschaftliche Krise gemildert oder überwunden werden sollte.
Die Regeln für die „Schuldenbremse“ sehen einen konjunkturell antizyklischen staatlichen Finanzierungssaldo neben einem strukturellen Defizit von höchstens 0,35 % des Bruttoinlandsprodukts vor.